# 박희은 (성우)
박희은(1980년 7월 7일 ~ )은 대한민국의 성우로, 2004년 교육방송 성우극회 공채 20기로 입사했다가, 2006년 한국방송 성우극회 공채 32기로 입사했다.

## 출연작

### TV 애니메이션
- 20면상의 아가씨 (애니맥스)
- 구름빵 (KBS) - 울리
- 내 친구 해치 (SBS) - 박버들
- 디지몬 어드벤처: (대원방송) - 루나몬
- 마스크 마스터즈 (KBS) - 봉 / 퓨인즈
- 버블버블 마린 (EBS) - 비비
- 부루와 숲 속 친구들 (KBS) - 미미 / 얄라
- 빨간 자전거 (KBS) - 마을 사람
- 아이들이 사는 성 (EBS) - '나'편 연두정자, 소리3 / '답게? 답게!'편 왕국아이1, 아이2 / '네 잘못이 아니야'편 공원 여, 아이1
- 안젤로가 최고야! (카툰네트워크) - 롤라
- 인앱 (KBS) - 재키
- 최강합체 믹스마스터 (KBS) - 모린 / 푸른 여우
- 키오카 (KBS) - 키오카 / 피피
- 포켓몬스터 DP (투니버스) - 진희
- 플루팔루 대모험 (KBS) - 리사
- DARKER THAN BLACK 유성의 제미니 (애니맥스) - 시온
- 토닥토닥 마음아 - 리틀스톤즈 (EBS1) - 송송
- 시노스톤 (KBS) - 록시

### 극장판 애니메이션
- 포켓몬스터 베스트위시 극장판 - 세이드
- 포켓몬스터 극장판 뮤츠의 역습 (투니버스) - 보이저

### 특수촬영 드라마
- 긴급출동! 레스큐파이어 (재능TV) - 츄카엔

### 외화

#### 드라마
- 리얼 휴먼 시즌 1 (KBS) - 미미 / 아니타 (리셋 파글레르)
- 리벤지 시즌 1 (KBS) - 리디아 (엠버 발레타)
- 리썰 웨폰(KBS) - 파머(힐러리 버턴) / 제시의 엄마(16화)
- 판관 포청천 2012 (채널A) - 애호 (왕사사)
- 신드바드 (KBS) - 라라 (미란다 레이종)
- 콜드 케이스 시즌 1 (KBS) - 데이나 (사라 해링턴)
- 닥터 지마스 (텔레노벨라) - 후시냐
- 변두리 로켓 (채널J) - 리나 / 카즈에
- 미즈 마블 - 무나바(제노비아 슈로)

### 영화
- 꾸뻬씨의 행복여행 (KBS) - 클라라 (로저먼드 파이크)
- 디파이언스 (KBS) - 타마라 (조디 메이)
- 디파티드 (KBS) - 매돌린 (베라 파미가)
- 사랑할 때 버려야 할 아까운 것들 (KBS) - 마틴 (레이철 티코틴)
- 센스 앤 센서빌리티 (KBS) - 엘리너 대시우드 (엠마 톰슨)
- 슬럼독 밀리어네어 (KBS) - 퀴즈 프로그램 제작진(자네바 탤와르) / 콜 센터 직원(바룬 배그리)
- 써로게이트 (KBS) - 매기 (로자먼드 파이크)
- 아이덴티티 (KBS) - 엘리스(레일라 켄즐로)
- 아이언맨 2 (KBS) - 크리스틴 에버하트 (레슬리 비브)
- 유브 갓 메일 (KBS) - 애나벨와 메튜의 엄마(카라 세이무어) / 백화점 계산원(사라 라미레스)
- 음모자 (KBS) - 세라(알렉시스 블레델)
- 작은 아씨들 (KBS) - 메그 마치 (트리니 알바라도)
- 천일의 스캔들 (KBS) - 캐서린 (아나 토렌트)
- 콘스탄트 가드너 (KBS) - 기타 피어슨 (아치 판자비)
- 콘택트 (KBS) - 기자(클레어 시프먼)
- 톡 투 미 (KBS)
- 8인: 최후의 결사단 (KBS) - 아순 (주운)

### 방송
- 생로병사의 비밀 (KBS1) - 2016년 8월 24일 ~ 2017년 1월 11일 방영분
- 동물의 세계 (KBS1)
- 코파반장의 동화수사대 (KBS2)
- MBC 스페셜 642회 : MBC 상암 시대개막 특집다큐멘터리 2부 '미래, TV를 보다' - 더빙

### 게임
- 회색도시 - 오미정 / 홍은애
- 리그 오브 레전드 - 카타리나, 케넨
- 카오스온라인 - 티리아, 레이나
- 로드 오브 히어로즈 - 루실리카

### 라디오 드라마
소설극장 (KBS 3라디오)
- 2006.05.07 ~ 2006.07.07 제인 오스틴 <오만과 편견> (베넷 부인)
- 2006.07.08 ~ 2006.08.16 공지영 <우리들의 행복한 시간> (어린 은수 / 여자)
- 2007.11.01 ~ 2008.01.14 한승원 <추사> (초생)
- 2008.01.15 ~ 2008.04.20 최인호 <겨울 나그네> (정다혜)
- 2008.04.21 ~ 2008.07.28 이경자 <혼자 눈 뜨는 아침> (태경 어머니)
- 2008.09.23 ~ 2008.11.14 이선미 <내사랑 원더우먼> (추하영)

라디오 극장(KBS 한민족 방송)
- 2007.06.01 ~ 2007.06.30 고영훈 <야망의 맨발> (히데코)
- 2008.07.01 ~ 2008.07.31 김려령 <완득이> (윤하)
- 2008.09.01 ~ 2008.09.30 조창인 <등대지기> (난희)
- 2009.01.01 ~ 2009.01.31 리지명 <삶은 어디에> (김춘희)
- 2009.06.01 ~ 2009.06.30 송은일 <사랑을 묻다> (최부용)
- 2010.01.01 ~ 2010.01.31 한비 <천국애서> (슬비)

라디오 독서실 (KBS 2라디오)
- 2006.04.23 고선웅 <이발사 박봉구> (키야)
- 2006.06.04 김경욱 <맥도널드 사수 대작전> (여3)
- 2006.08.20 이명랑 <하현(下弦)> (여자2)
- 2006.09.24 박범신 <향기로운 우물 이야기> (여자1)
- 2006.10.01 공지영 <사랑 후에 오는 것들> (록)
- 2006.11.05 강석호 <프로포즈> (여웨이터)
- 2006.11.12 정미경 <내 아들의 연인> (여자)
- 2006.11.26 이기호 <갈팡질팡하다가 내 이럴 줄 알았지> (간호사)
- 2006.12.31 박완서 <대범한 밥상> (손자)
- 2007.01.14 김희진 <혀> (여1)
- 2007.02.11 이상섭 <그곳에는 눈물들이 모인다> (여자)
- 2007.02.18 김원일 <오마니별> (딸)
- 2007.03.04 김경욱 <성난 얼굴로 돌아보라> (강)
- 2007.03.18 이우천 <수녀와 경호원> (해설)
- 2007.04.08 김병언 <마음의 이빨 자국>  (아들)
- 2007.06.17 권여선 <가을이 오면> (친구1)
- 2008.04.27 김유정 <봄 봄> (장모)
- 2008.05.04 이문구 <관촌수필> (석공 처)
- 2008.05.18 박경리 <불신시대> (갈월동)
- 2008.08.24 황순원 <별> (할머니)
- 2008.09.21 성석제 <황만근은 이렇게 말했다> (어머니)
- 2008.10.05 서영은 <먼 그대> (한수 처)
- 2008.10.26 오정희 <유년의 뜰> (엄마)
- 2008.11.09 김영하 <오빠가 돌아왔다> (새언니)
- 2008.12.14 정이현 <삼풍백화점> (정아)
- 2009.03.29 김소진 <자전거 도둑> (서미혜)
- 2009.08.09 윤대녕 <은어낚시통신> (김청미)
- 2009.11.01 정이현 <낭만적 사랑과 사회> (유리)
- 2012.06.24 김만중 <사씨남정기> (교부인)
- 2013.01.06 작자미상 <장끼전> (까투리)
- 2013.05.12 최수철 <택시> (창녀)

KBS 무대 (KBS 한민족 방송)
- 2006.02.25 이 메마른 날들 (女간호사)
- 2006.03.18 한강으로 간 마을버스 (안내멘트)
- 2006.04.08 마중 가는 길 (라디오 진행자)
- 2006.04.22 북촌야곡 (여자)
- 2006.05.13 아줌마 사랑해 (아이2)
- 2006.05.27 선물 (간호사2)
- 2006.06.10 사랑한다 뻐꾹아 (은성)
- 2006.07.22 길위의 인생 (여1)
- 2006.08.12 엄마가 돌아왔다 (김미옥)
- 2006.08.26 무정블루스 (여자 2)
- 2006.09.16 소가 누워 있는 섬 (식당여)
- 2006.10.07 황혼녘의 약속 (아가씨)
- 2006.11.11 그녀에게 생긴 일 (여자)
- 2006.12.02 펭귄 아빠에 대한 보고서 (앵커)
- 2006.12.16 담쟁이와 혈죽 (부인)
- 2007.01.13 배꽃, 피다 (청아)
- 2007.01.27 그믐달, 초승달을 품다 (인영)
- 2007.02.10 백만 송이 장미를 위하여 (직원)
- 2007.02.24 손주열전 (간호사)
- 2007.03.03 고모 (아내)
- 2007.03.10 지구 종말의 날 (아나운서)
- 2007.03.17 가마니 한 장 (순영)
- 2007.03.24 유년의 풍경 속으로 버스는 달린다 (명자)
- 2007.03.31 안녕, 안녕! (은진)
- 2007.04.14 황금모래성 (영미)
- 2007.06.30 그남자 그리고 그여자 (여자2)
- 2007.07.14 장애물 달리기 (순옥)
- 2007.09.22 장돌뱅이 (아낙)
- 2007.11.24 그들의 만찬 (손님1)
- 2007.12.01 숲 속의 집, 그 행복한 날들 (여직원)
- 2008.02.09 고속도로 로망스 (간호사)
- 2008.02.16 사랑이 늦어서 미안해 (여자1)
- 2008.05.10 인연지문(因緣之紋) (민정)
- 2008.05.17 거북바다 (박씨)
- 2008.05.31 울릉도 발 마지막 배 (일수여인)
- 2008.06.07 중독 (장씨)
- 2008.06.14 봄이 가기 전에 (옆집 여자)
- 2008.06.21 다방과 다방사이
- 2008.06.28 모르는 여자 (한 선생)
- 2008.07.19 호접몽 (아내1)
- 2008.08.16 평양 그리고 뉴욕 (마담)
- 2008.09.06 반환점을 돌다 (친구2)
- 2008.10.25 아빠하고 나하고 (김 간호사)
- 2008.11.08 벼랑 끝에서 (오씨 처)
- 2009.01.31 당신이 잠든 사이에 (아내)
- 2009.10.31 선녀와 나무꾼 (승연)
- 2011.07.02 웨딩 브레이커 (허수영)
- 2011.09.03 영이누나 (영이)
- 2011.12.31 해프닝 2011 (이주영)
- 2012.05.19 출구 (친구)
- 2012.06.23 머나먼 나의 집 (김연실)
- 2012.12.08 울엄마 봉순씨 (이수진)

다큐멘터리 역사를 찾아서 (KBS 1라디오)
- (연기)

특집기획 라디오 다큐멘터리, 라디오 드라마 (KBS)
- 2008.09.14 세월따라 노래따라 추석특집 가요 드라마 <아버지의 보물 내 자식을 찾습니다> (어머니)
- 2008.06.22 6.25 특집, 우리는 재일학도의용군입니다. (여자)